# Two Peachtree Building
Two Peachtree Building je mrakodrap v Atlantě. Má 44 podlaží a výšku 169,5 metrů, je tak 14. nejvyšší mrakodrap ve městě. Byl dokončen v roce 1966. Za designem budovy stojí firma Emery Roth & Sons. V letech 1966 – 1976 to byla nejvyšší budova v Atlantě, poté ji překonal Westin Peachtree Plaza.